# Pałątka zielona
Pałątka zielona (Chalcolestes viridis) – gatunek ważki z rodziny pałątkowatych (Lestidae). Zaliczany był do rodzaju Lestes, lecz z powodu różnic w rozwoju larwalnym został przeniesiony, wraz z bardzo podobnym Chalcolestes parvidens, do osobnego rodzaju.

## Występowanie
Basen Morza Śródziemnego, Europa Zachodnia, Europa Środkowa i Azja Mniejsza, w pobliżu stojących lub wolno płynących wód. Gatunek liczny.

## Charakterystyka
Długość ciała 45 mm, rozpiętość skrzydeł 58 mm. Tułów ma barwę zieloną. Imagines latają od czerwca do października.